# Föreningen för kvinnans politiska rösträtt i Västerås

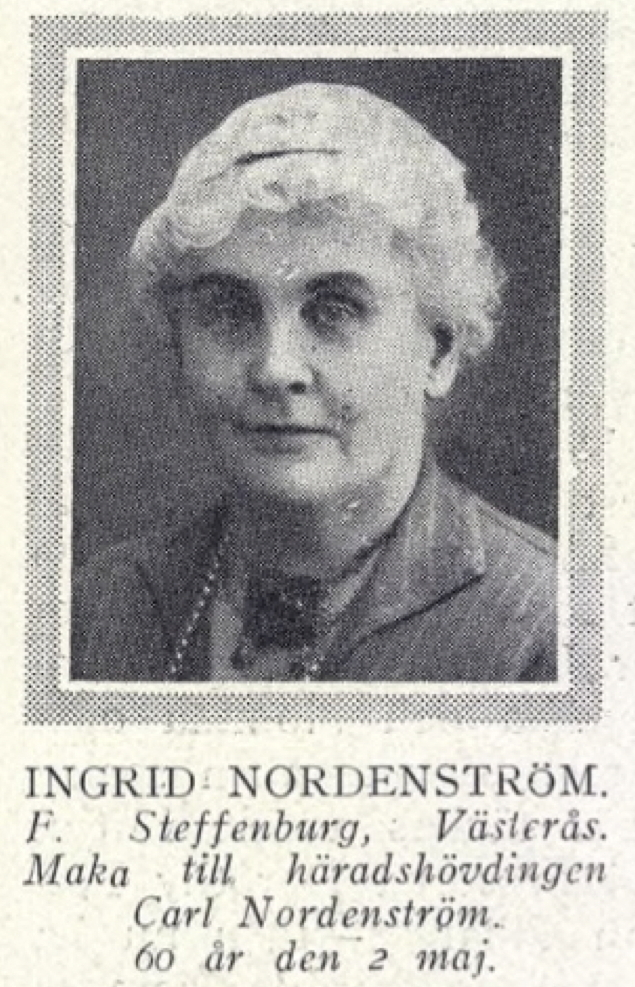

Föreningen för kvinnans politiska rösträtt i Västerås, även kallad Västeråsföreningen för kvinnans politiska rösträtt, var Västerås lokalförening inom Landsföreningen för kvinnans politiska rösträtt (LKPR). Föreningen bildades 13 oktober 1906 och var verksam lokalt i Västerås för införandet av kvinnors rösträtt i Sverige.

## Biografi
Bland aktiviteterna fanns föredrag, samkväm, insamling av medel och förhandlingar om samarbete med andra organisationer. 
År 1908 rapporterades: 
"Vid vänsterföreningens möte i maj, då förre statsminister K. Staaff höll politiskt föredrag, talade fröken Anna Whitlock om kvinnans politiska rösträtt, därtill anmodad av vänsterföreningen. Under valrörelsen besöktes vänstermötet av ett 40-tal kvinnor, högermötet av 6. Vänsterns kandidat förklarade sig för saken utan att interpellation förekom. Vid högermötet interpellerades av föreningens ordförande, men frågan upptogs icke av mötet till besvarande. [...] Vid stadsfullmäktigevalet utsändes till alla kommunalt röstberättigade kvinnor uppmaning att deltaga i valet. Fullmaktsformulär bifogades. Föreningen har under året ökats med 26 medlemmar; 6 ha avflyttat från staden. Till den frisinnade pressen på platsen uttalar föreningen sitt tack för visat tillmötesgående".

## Ordförande
- Maja Strandberg, 1906–1910
- Ida Fröström-Johansson, 1911–1912
- Nina Benner-Andersson, 1912–1917
- Helga Silverstolpe, 1917–1918
- Ingrid Steffenburg-Nordenström, 1919–1921